# كيلي بيرك
كيلي بيرك (بالإنجليزية: Kelly Burke)‏ هي عارضة أمريكية، ولدت في 31 ديسمبر 1944 في لوس أنجلوس في الولايات المتحدة.